# Wereldbeker boogschieten 2009
De vierde editie van de wereldbeker boogschieten vond plaats in 2009. Ze bestond uit vier wedstrijden en een finalewedstrijd op 26 september 2009 in Kopenhagen. Mannen en vrouwen konden individueel en in teamverband meedoen. Er werd geschoten met de recurveboog en met de compoundboog.

## Finale
| M/V                    | Onderdeel      | Goud               | Zilver           | Brons |
| Mannen                 |                |                    |                  |       |
| Recurve - individueel  | Marco Galiazzo | Simon Terry        | Romain Girouille |       |
| Compound - individueel | Sergio Pagni   | Braden Gellenthien | Patrizio Hofer   |       |
| Vrouwen                |                |                    |                  |       |
| Recurve - individueel  | Kwak Ye-Ji     | Zhao Ling          | Yun Ok-Hee       |       |
| Compound - individueel | Luzmary Guedez | Camilla Soemod     | Ivana Buden      |       |

## Stages

### Stage 1
Stage 1 werd 31 maart-5 april 2009 gehouden in Santo Domingo, Dominicaanse Republiek.
| M/V                    | Onderdeel                                                | Goud                                                  | Zilver                                                  | Brons |
| Mannen                 |                                                          |                                                       |                                                         |       |
| Recurve - individueel  | Romain Girouille                                         | Crispin Duenas                                        | Simon Terry                                             |       |
| Recurve - team         | IND Rahul Banerjee Mangal Singh Champia Jayanta Talukdar | GBR Larry Godfrey Simon Terry Alan Wills              | USA Brady Ellison Butch Johnson Jacob Wukie             |       |
| Compound - individueel | Braden Gellenthien                                       | Patrizio Hofer                                        | Peter Elzinga                                           |       |
| Compound - team        | USA Braden Gellenthien Logan Wilde Reo Wilde             | CAN Benny Parenteau Kevin Tataryn Dietmar Trillus     | ESA Rigoberto Hernandez Roberto Hernandez Jorge Jimenez |       |
| Vrouwen                |                                                          |                                                       |                                                         |       |
| Recurve - individueel  | Natalia Valeeva                                          | Alison Williamson                                     | Dola Banerjee                                           |       |
| Recurve - team         | ITA Natalia Valeeva Elena Tonetta Jessica Tomasi         | POL Karina Lipiarski Justyna Mospinek Wioleta Myszor  | GBR Charlotte Burgess Alison Williamson Amy Oliver      |       |
| Compound - individueel | Brittany Lorenti                                         | Jamie Van Natta                                       | Diane Watson                                            |       |
| Compound - team        | USA Jamie Van Natta Brittany Lorenti Diane Watson        | MEX Almendra Ochoa Linda Ochoa Esther Judith Gonzalez | IND Bheigyabati Chanu Jhano Hansdah Manjudha Soy        |       |

### Stage 2
Stage 2 werd 4-9 mei 2009 gehouden in Poreč, Kroatië.
| M/V                    | Onderdeel:                                                | Goud                                                      | Zilver                                                  | Brons |
| Mannen                 |                                                           |                                                           |                                                         |       |
| Recurve - individueel  | Jayanta Talukdar                                          | Marco Galiazzo                                            | Jean-Charles Valladont                                  |       |
| Recurve - team         | IND Rahul Banerjee Mangal Singh Champia Jayanta Talukdar  | RUS Bair Badjonov Aleksei Nikolaev Balzjinima Tsyrempilov | ITA Marco Galiazzo Luca Melotto Amedeo Tonelli          |       |
| Compound - individueel | Sergio Pagni                                              | Jorge Jimenez                                             | Paul Titscher                                           |       |
| Compound - team        | SWE Magnus Carlsson Morgan Lundin Anders Malm             | ITA Sergio Pagni Antonio Tosco Alessandro Lodetti         | DEN Martin Damsbo Kasper Hovgaard Torben Johannesen     |       |
| Vrouwen                |                                                           |                                                           |                                                         |       |
| Recurve - individueel  | Zhao Ling                                                 | Pia Carmen Lionetti                                       | Susanne Possner                                         |       |
| Recurve - team         | CHN Zhao Ling Chen Yeqing Zhu Jiani                       | FRA Bérengère Schuh Sophie Dodemont Cyrielle Delamare     | UKR Viktoria Koval Olena Koeshniroek Joelia Lobzjenidze |       |
| Compound - individueel | Nicky Hunt                                                | Ivana Buden                                               | Andrea Weihe                                            |       |
| Compound - team        | RUS Sofia Gontsjarova Viktoria Balzjanova Albina Loginova | GER Ricarda Mayer Melanie Mikala Andrea Weihe             | NED Inge Enthoven Wilma Heijnen Irina Markovic          |       |

### Stage 3
Stage 3 werd 2-7 juni 2009 gehouden in Antalya, Turkije.
| M/V                    | Onderdeel:                                        | Goud                                                             | Zilver                                                 | Brons |
| Mannen                 |                                                   |                                                                  |                                                        |       |
| Recurve - individueel  | Simon Terry                                       | Thomas Aubert                                                    | Jayanta Talukdar                                       |       |
| Recurve - team         | KOR Im Dong-Hyun Lee Chang-Hwan Oh Jin-Hyek       | IND Rahul Banerjee Mangal Singh Champia Jayanta Talukdar         | MAS Chu Sian Cheng Wan Khalmizam Tahil Mohd Zulkifli   |       |
| Compound - individueel | Dominique Genet                                   | Braden Gellenthien                                               | Patrick Coghlan                                        |       |
| Compound- team         | NED Peter Elzinga Fred van Zutphen Rob Polman     | SWE Magnus Carlsson Morgan Lundin Anders Malm                    | CAN Dietmar Trillus Nathan Cameron Kevin Tataryn       |       |
| Vrouwen                |                                                   |                                                                  |                                                        |       |
| Recurve - individueel  | Kwak Ye Ji                                        | Yun Ok-Hee                                                       | Joo Hyun-Jung                                          |       |
| Recurve - team         | KOR Joo Hyun-Jung Yun Ok-Hee Kwak Ye Ji           | RUS Natalya Erdyniyeva Ekaterina Kharkhanova Inna Stepanova      | IND Dola Banerjee Rimil Buriuly Laishram Bombayla Devi |       |
| Compound - individueel | Luzmary Guedez                                    | Olga Bosch                                                       | Camilla Soemod                                         |       |
| Compound- team         | NZL Linda Lainchbury Mandy McGregor Anne Mitchell | GRE Angeliki Giannopoulou Aikaterini Orfanidou Maria Tsavachidou | AUS Rebecca Darby Madeleine Ferris Fiona Hyde          |       |
| Teams                  |                                                   |                                                                  |                                                        |       |
| Recurve - gemixt       | CHN Chen Wenyuan Ouyang Ruyu                      | KOR Im Dong-Hyun Kwak Ye Ji                                      | RUS Balzjinima Tsyrempilov Natalja Erdinijeva          |       |
| Compound - gemixt      | ITA Sergio Pagni Eugenia Salvi                    | AUS Patrick Coghlan Fiona Hyve                                   | GBR Braden Gellenthien Jamie Van Natta                 |       |

### Stage 4
Stage 4 werd 4-9 augustus 2009 gehouden in Shanghai, China.
| M/V                    | Onderdeel:                                                      | Goud                                                     | Zilver                                                      | Brons |
| Mannen                 |                                                                 |                                                          |                                                             |       |
| Recurve - individueel  | Chen Wenyuan                                                    | Oh Jin-Hyek                                              | Im Dong-Hyun                                                |       |
| Recurve - team         | KOR Im Dong-Hyun Lee Chang-Hwan Oh Jin-Hyek                     | FRA Thomas Aubert Roman Girouille Jean-Charles Valladont | MEX David Marin Coello Juan René Serrano Luis Velez Sanchez |       |
| Compound - individueel | Sergio Pagni                                                    | Jorge Jimenez                                            | Patrizio Hofer                                              |       |
| Compound - team        | MEX Hafid Jaime Ruben Ochoa Eduardo Villasenor                  | NZL Stephen Clifton Shaun Teasdale Tony Waddick          | RSA Nico Benade Seppie Cilliers Wesley Gates                |       |
| Vrouwen                |                                                                 |                                                          |                                                             |       |
| Recurve - individueel  | Yun Ok-Hee                                                      | Bérengère Schuh                                          | Kwak Ye Ji                                                  |       |
| Recurve - team         | KOR Joo Hyun-Jung Yun Ok-Hee Kwak Ye Ji                         | RUS Natalya Erdyniyeva Tatiana Segina Tatyana Boroday    | ITA Natalia Valeeva Elena Tonetta Pia Carmen Lionetti       |       |
| Compound - individueel | Camilla Soemod                                                  | Anastasia Anastasio                                      | Albina Loginova                                             |       |
| Compound - team        | RUS Ekaterina Korobeynikova Viktoria Balzjanova Albina Loginova | MEX Linda Ochoa Almendra Ochoa Ana del Milagro Crisanto  | FRA Valerie Fabre Pascale Lebecque Francoise Volle          |       |
| Teams                  |                                                                 |                                                          |                                                             |       |
| Recurve - gemixt       | KOR Oh Jin-Hyek Yun Ok-Hee                                      | CHN Chen Wenyuan Zhao Ling                               | FRA Romain Girouille Bérengère Schuh                        |       |
| Compound - gemixt      | DEN Martin Damsbo Camilla Soemod                                | MEX Ruben Ochoa Linda Ochoa                              | ITA Sergio Pagni Anastasia Anastasio                        |       |